# Виктор Скумин
Виктор Скумин (рус. Ви́ктор Андре́евич Скумин; 30. август 1948, Пензенска област) руски је писац, филозоф, научник и психијатар.

## Биографија
Виктор Скумин је рођен 30. августа 1948. године у Пензенској области, одакле се његова породица преселила у Казањ. Скуминов отац Андреј је био официр МГБ СССР и ветеран Великог отаџбинског рата.
Студирао је на Харковском медицинском универзитету, након чега је, 1980. године, добио посао професора на Медицинској академији. Од 1990. године, Скумин ради као професор психологије и педагогије и професор физичког васпитања и здравог начина живота у Харковској државној академији културе. Године 1994. је постао председник међународног јавног покрета „За здравље кроз културу” у Москви.

## Каријера
Научне области које су биле предмет интересовања и истраживања Виктора Скумина су: филозофија, психологија, психијатрија.
У 1978. години описао Скуминљев синдром.
Он је створио нову интегралне научне дисциплине, коју је назвао Култура Здравље. Настава Скумина о култури здравље ослања на филозофију рерихизма и руског космизма. Он тврди да је култура здравље ће играти важну улогу у стварању људског духовног друштва у Сунчевом систему.
У свом плодоносном и вишедеценијском раду Виктор Скумин је објавио више од 300 научних радова међу којима је било приручника, уџбеника и монографија.
- Skumin Victor Andreevich (1989). Boundary psychic disfunctions in infants and teenagers suffering from chronic disorders in digestive system (clinical picture, systematism, treatment, psychic prophylaxis) (на језику: енглески). Open Gray. Архивирано из оригинала 01. 02. 2016. г. Приступљено 6. 10. 2017.
- „The European Library: Виктор Скумин”. Архивирано из оригинала 04. 11. 2018. г. Приступљено 6. 10. 2017.
- „Российская государственная библиотека: Скумин Виктор Андреевич”. Приступљено 21. 11. 2017.
- „Российская национальная библиотека: Виктор Скумин”. Приступљено 6. 10. 2017.
- „Центральная Научная Библиотека Харьковского национального университета: Скумин Виктор Андреевич”. Архивирано из оригинала 06. 10. 2017. г. Приступљено 6. 10. 2017.
- „The Library of Culture of Health: Victor Skumin”. Архивирано из оригинала 17. 12. 2017. г. Приступљено 6. 10. 2017.
- Скумин, В.А. (1982). „Непсихотические нарушения психики у больных с приобретенными пороками сердца до и после операции” [Nonpsychotic mental disorders in patients with acquired heart defects before and after surgery]. Журнал неврологии и психиатрии им. С. С. Корсакова. 82 (11): 130—135. OCLC 112979417. PMID 6758444. Архивирано из оригинала 2. 1. 2018. г. Приступљено 9. 10. 2017.

Он је писао књиге фантастике и текстове за неколико песама, од којих је највише познат химна "За здравље кроз културу".
Према подацима истраживања које је спроведено у 2015. години Скумин је био укључен у Репрезентација Русије у медицини. Овај списак обухвата педесет три познатих руских научника из Руске Федерације, Совјетског Савеза и Руске Империје, који су рођени у 1757—1950. Лекари свих специјалности које су наведене овде. Међу њима Сергеј Корсаков, Иван Павлов, Николај Пирогов, Иван Сеченов.